# Кея (Брашов)
Кея (рум. Cheia) — село у повіті Брашов в Румунії. Входить до складу комуни Моєчу.
Село розташоване на відстані 131 км на північний захід від Бухареста, 29 км на південний захід від Брашова.

## Населення
За даними перепису населення 2002 року у селі проживали 482 особи, усі — румуни. Усі жителі села рідною мовою назвали румунську.